# سیارک ۲۱۴۷۷
سیارک ۲۱۴۷۷ (به انگلیسی: 21477 Terikdaly، نامگذاری:1998HX112) بیست و یک هزار و چهارصد و هفتاد و هفتمین سیارک کشف شده‌است که در ۲۳ آوریل ۱۹۹۸ کشف شد.
قدر مطلق سیارک برابر ۱۲.۹ است.